# Arqueado de costas
Le balão arqueado de costas ("ballon arqué de dos", en portugais), souvent abrégé en arqueado de costas, est l'un des balões (techniques de projection) incorporés à la Capoeira Regional par Mestre Bimba et a été créé pour se défendre du colar de força. Le mouvement consiste à attraper l'adversaire par les genoux et de le soulever pour le projeter derrière soi par-dessus la jambe en arquant le dos.
Ce balão est très proche du dentinho mais se différencie par le fait qu'on attrape l'adversaire par les deux jambes plutôt que de le prendre aussi par le dos.